# Luigi Vinci (musicista)

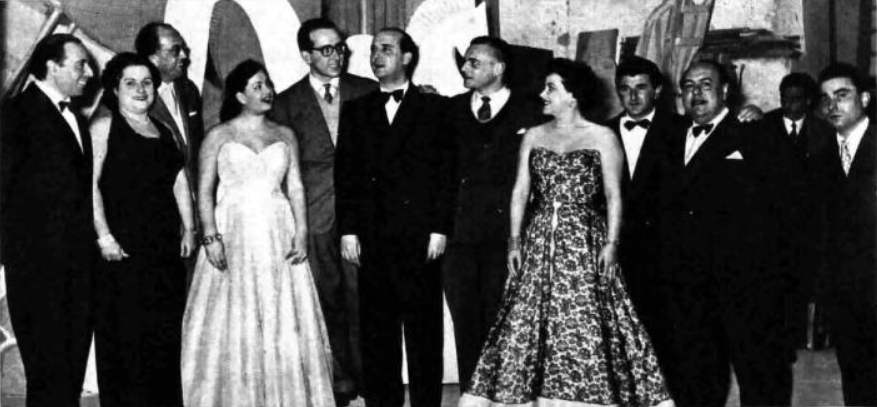
I cantanti dell'Orchestra napoletana diretta da Luigi Vinci, qui ritratto al centro, in occasione di una trasmissione di "Invito alla canzone" allestita al Teatro Mercadante di Napoli nel 1954

Luigi Vinci (fl. XX secolo) è stato un compositore e direttore d'orchestra italiano.

## Biografia
Nel 1950 comincia ad incidere incidere i primi dischi per la casa discografica Cetra, per poi incidere con varie etichette, come Fonit, Italbeat e Vis Radio.
Nel 1953 inizia la sua carriera nella RAI, quando viene scelto come direttore d'orchestra per il programma vetrina di Piedigrotta, un'iniziativa ideata per prolungare la durata della Piedigrotta, seppur non dal vivo, ma in diretta radiofonica.
Nel 1959 partecipa alla festa di Porta Capuana, in una apposita sezione dedicata agli esordienti con l'orchestra di Radio Napoli da lui diretta.
Nel corso della sua carriera Luigi Vinci ha lavorato con numerosi artisti, tra cui Elsa Fiore, Enza Doria, Franco Ricci, Gabriele Vanorio, Giacomo Rondinella, Luciano Glori, Mario Abbate, Maria Paris, Maria Vittoria, Nino Nipote, Nunzio Gallo e Tullio Pane.
Tra i suoi successi ricordiamo: 'A cravatta, Cose perdute, Damme 'sta rosa!.